# 金子奈緒
金子 奈緒（かねこ なお、1975年2月1日 - ）は、東京都出身のラジオパーソナリティ、ナレーター、アロマセラピスト。FM BIRD所属。 

## 人物・来歴
桐朋女子中学校・高等学校在学中は、放送部に中1（13歳）から所属し、放送部部長を歴任。NHK杯全国高校放送コンテストで史上初の3年連続東京地区代表になる。
慶應義塾大学総合政策学部在学中、アメリカ・スタンフォード大学に留学したことがある。大学在学中、18歳で現所属事務所FM BIRDのDJコンテストでグランプリ受賞後、FMヨコハマでラジオDJデビュー。19歳でZIP-FM歴最年少DJとして6時間生放送を担当。10代で生放送6時間ワイド（提供：トヨタ自動車）のパーソナリティを務め、日本のFM業界最年少ワイドナビとして注目された。爽やかで機転の利いたトーク、透明感のある声質と美しく正確な滑舌が高く評価され、毎日新聞主催の「21世紀の100人」に選ばれた。聞き手・話し手として数々の話題を呼び、J-WAVEのプライム・アングルは、20代にして、ジャーナリストから作家までを日替わりでアシスタントに迎えた。
現在は、ラジオ、TV、映画、CMナレーション、イベント司会、雑誌コラム連載など幅広く活動。近年はアロマセラピストとして、アロマの普及にも力を注いでいる。2014年夏に初めての著書『美しく生きる人の話し方レッスン』（日本文芸社）をレッスン用CD付で発刊した。先日、出演した「人新世のための音響プラネタリウム・モジュール」（Audio Planetarium Module for the Anthropocene, APMA-2000）が世界公開された。
https://www.boundaries-planetarium.earth/https://www.boundaries-planetarium.earth/

## 出演番組
NHK
- NHK Eテレ
  - 『アジア語楽紀行』 タイ編
  - クラシック音楽館

- NHK BS
  - ヨガ5
  - ファッショニスタ
  - デジタル・スタジアム

- NHK WORLD
  - Kawaii International

- NHK-FM
  - ベストオブクラシック『NHK交響楽団定期公演中継』
  - N響演奏会

日本テレビ
- ザ・情報ツウ800
- 東京ワンダーホテル

J-WAVE
- PRIME ANGLE
- SPIRIT OF ASIA（JFL系列ネット局）
- WEEKEND MAGIC
- MARUNOUCHI CLASSY CAFE
- Dear Field
- TOKIO LIFE
- Next Wave
- LEXUS AMAZING MOMENT（2013年10月5日 - 2014年3月30日）

JFN
- SMOOTH STYLE
- Baby Baby Baby

ZIP-FM
- SUNDAY SKY ISLAND

FM YOKOHAMA
- Sailing Towards The Sunrise
- スイスイ Selfish Night

FM802
- フラワーアフタヌーン

RFラジオ日本
- TEPCOとっておきの話

ポッドキャスト
- GAZOO METAPOLIS Green Style

その他
- 日立製作所 「人新世のための音響プラネタリウム・モジュール」（Audio Planetarium Module for the Anthropocene, APMA-2000）
- ANA機内放送 『New Hits Selection』（〈開始年不明〉 - 2014年12月）

## ナレーション
- キユーピーマヨネーズ（TV CM)
- 丸井（館内）
- 東京スカイツリー『ソラマチ』（館内）
- J-WAVE Green Casting Day
- ネスカフェエクセラ (TV CM)
- ANA(TV CM)
- 発泡酒『金麦』(ラジオCM)
- バーバリー（ラジオCM)
- ワコール（ラジオCM)
- サーモス（ラジオCM)
- 東芝リブレット（ラジオCM)
- Konica(ラジオCM)
- クライスラー(ラジオCM)
- ボルドーワイン(ラジオCM)
- Jeans Shopライトオン(ラジオCM)
- ニベア(TV CM)
- ユニチャーム(TV CM)
- NTT　DoCoMo
- 森永製菓
- 任天堂
- CD『家族の肖像』（谷川俊太郎+谷川賢作）
- BS朝日『暮らしハッピー!自分流 Do Create Mystyle』（2017年4月8日 - ）

## イベント司会
- らららクラシックコンサート
- アロマの日記念イベント
- ハートラインプロジェクト

ほか

## 著書
- 美しく生きる人の話し方レッスン（日本文芸社、2014年8月、ISBN 978-4-5372-1200-6）